# クリスマス (マイケル・ブーブレのアルバム)
| 専門評論家によるレビュー   | 専門評論家によるレビュー |
| レビュー・スコア           | レビュー・スコア         |
| 出典                       | 評価                     |
| -------------------------- | ------------------------ |
| Allmusic                   | [ 1 ]                    |
| ロックスター・ウィークリー | [ 2 ]                    |
| 共同通信                   | 肯定的                   |

『クリスマス』（Christmas）は、カナダの歌手マイケル・ブーブレの5枚目のスタジオ・アルバム並びに自身初となるフルクリスマス・アルバム。アルバムは2011年10月21日にアイルランドでリリースされた後、2011年10月24日にイギリスで、2011年10月25日にアメリカ合衆国でリリースされた。『クリスマス』は2011年12月10日付のアメリカ合衆国のBillboard 200アルバムチャートにて1位となり、『コール・ミー・イレスポンシブル』（2007年）、『クレイジー・ラヴ』（2009年）に次ぐ3作目のチャート制覇を果たした。
2021年には新曲2曲を追加収録した10周年記念デラックス・エディションが発売。

## 背景
このアルバムはブーブレにとって2作目となるクリスマスをテーマとしたリリースで、2003年に5曲入りミニ・アルバムとしてリリースされた『Let It Snow』に次ぐ作品である。いくつかの収録曲は『Let It Snow』とダブっているものの、フルクリスマス・アルバムである『クリスマス』のために再録音されている。アルバム用にブーブレはいくつかの著名な音楽家とデュエットを録音している。「ホワイト・クリスマス」では、カントリー歌手シャナイア・トゥエインと、「フェリス・ナビダ」ではラテン歌手タリアとデュエットを録音した。またブーブレはマライア・キャリーの「恋人たちのクリスマス」や伝統的な楽曲「ジングル・ベル」、「ブルー・クリスマス」といった楽曲をカバーし、更に古くから彼の楽曲を補作してきたアラン・チャングやプロデューサーのボブ・ロックが関わった新曲「コールド・ディセンバー・ナイト」も収録された。

## プロモーション
ブーブレはアメリカ合衆国でアルバムをプロモートするためにNBCによるテレビスペシャル『ブーブレ・クリスマス』を収録しており、この番組は全米で2011年12月6日にオンエアされる。また、イギリスでのプロモーションのため2011年12月11日にオンエアされる『Xファクター』のシーズン・フィナーレでのスペシャル・パフォーマンスも予定されている。加えてブーブレは「サンタが街にやってくる」のビデオや、いくつかの『クリスマス』収録曲のメドレーミュージック・ビデオ「"Christmas" Medley Clip」を制作している。

## チャート動向
ニールセン・サウンドスキャンによれば、『クリスマス』はアメリカ合衆国にて発売初週に14.1万枚を売り上げ、Billboard 200アルバムチャートで初登場第3位を記録した。 チャートイン4週目、アルバムは22.7万枚を売り上げ、Billboard 200の頂点まで一気に駆け上がり、1位を獲得した。この週の売上を合わせ、『クリスマス』の累積売上枚数は74.5万枚に達した 。
カナダでは、発売初週に37,000枚を売り上げ、カナダ・アルバム・チャートに2位で初登場した。リリースから3週目、アルバムは32,000枚を売り上げ、同国チャート首位を獲得した。加えて『クリスマス』は、オーストラリアのチャートの2011年10月31日付にて2位で初登場した。アルバムは2週目までに35,000枚を出荷し、オーストラリアレコード産業協会 (ARIA) にゴールドに認定された。『クリスマス』はイギリスでは全英アルバムチャートに3位で初登場し、翌週5位、3週目は3位上昇し2位、4週目でチャートの1位まで駆け上がっていった。
2025年現在、全世界で1,600万枚以上の売上を記録している。

## 収録曲
| #   | タイトル                                                             | 作詞・作曲                                                            | 時間 |
| --- | -------------------------------------------------------------------- | --------------------------------------------------------------------- | ---- |
| 1.  | 「クリスマスらしくなって来た」                                       | メレディス・ウィルソン                                                | 3:26 |
| 2.  | 「サンタが街にやってくる」                                           | ヘヴン・ギレスピー、フレッド・クーツ                                  | 2:51 |
| 3.  | 「ジングル・ベル」(Featuring ザ・プッピーニ・シスターズ)             | ジェームズ・ロード・ピアポント                                        | 2:39 |
| 4.  | 「ホワイト・クリスマス」(デュエット・ウィズ・シャナイア・トゥエイン) | アーヴィング・バーリン                                                | 3:36 |
| 5.  | 「恋人たちのクリスマス」                                             | マライア・キャリー、ウォルター・アファナシエフ                        | 2:51 |
| 6.  | 「ホリー・ジョリー・クリスマス」                                     | ジョニー・マークス                                                    | 1:59 |
| 7.  | 「サンタ・ベイビー」                                                 | ジョーン・ジャビッツ、フィル・スプリンガー、 トニー・スプリンガー     | 3:51 |
| 8.  | 「あなたに楽しいクリスマスを」                                       | ヒュー・マーティン、ラルフ・ブレイン                                  | 3:50 |
| 9.  | 「クリスマス（ベイビー・プリーズ・カム・ホーム）」                   | フィル・スペクター、ジェフ・バリー、エリー・グリニッチ                | 3:07 |
| 10. | 「きよしこの夜」                                                     | フランツ・クサーヴァー・グルーバー、ヨゼフ・モール                    | 3:47 |
| 11. | 「ブルー・クリスマス」                                               | ビリー・ヘイズ、ジェイ・W・ジョンソン                                 | 3:41 |
| 12. | 「コールド・ディセンバー・ナイト」                                   | マイケル・ブーブレ、アラン・チャング、ボブ・ロック                    | 3:18 |
| 13. | 「アイル・ビー・ホーム・フォー・クリスマス」                         | キム・ガノン、ウォルター・ケント、バック・ラム                        | 4:24 |
| 14. | 「アヴェ・マリア」                                                   | フランツ・シューベルト                                                | 4:00 |
| 15. | 「ミス・デセオス/フェリス・ナビダ」(デュエット・ウィズ・タリア)      | ブーブレ、ウンベルト・ガティカ、アラン・チャング/ホセ・フェリシアーノ | 4:24 |

| #   | タイトル                                 | 作詞・作曲                      | 時間 |
| --- | ---------------------------------------- | ------------------------------- | ---- |
| 16. | 「すてきな雪景色」                       | Felix Bernard; Richard B. Smith | 2:29 |
| 17. | 「フロスティ・ザ・スノウマン」           | Jack Rollins; Steve Nelson      | 2:40 |
| 18. | 「シルバー・ベルズ」(with ナチュラリー7) | Jay Livingston; Ray Evans       | 3:06 |

| #   | タイトル                               | 作詞・作曲                      | 時間 |
| --- | -------------------------------------- | ------------------------------- | ---- |
| 16. | 「Michael's Christmas Greeting」       | Michael Bublé                   | 0:04 |
| 17. | 「すてきな雪景色」                     | Felix Bernard; Richard B. Smith | 2:29 |
| 18. | 「フロスティ・ザ・スノウマン」         | Jack Rollins; Steve Nelson      | 2:40 |
| 19. | 「シルバー・ベルズ」(with Naturally 7) | Jay Livingston; Ray Evans       | 3:06 |

| #  | タイトル                      | 作詞・作曲 | 時間  |
| -- | ----------------------------- | ---------- | ----- |
| 1. | 「The Making of 'Christmas'」 |            | 30:00 |

### 仕様
- 通常盤：15曲入り
- UK豪華盤：18曲入り、DVD featuring 'Making of' Documentary (exclusive to Tesco)
- US豪華盤：19曲入り、豪華パッケージ仕様、クリスマスツリーデザイン仕様

## チャートと認定
| チャート（2011年）                      | 最高 順位 |
| --------------------------------------- | --------- |
| オーストラリア・アルバム・チャート      | 2         |
| ベルギー・アルバム・チャート (Flanders) | 17        |
| ベルギー・アルバム・チャート (Wallonia) | 29        |
| カナダ・アルバム・チャート              | 1         |
| オランダ・アルバム・チャート            | 4         |
| フィンランド・アルバム・チャート        | 3         |
| ドイツ・アルバム・チャート              | 9         |
| ハンガリー・アルバム・チャート          | 1         |
| アイルランド・アルバム・チャート        | 1         |
| イタリア・アルバム・チャート            | 3         |
| メキシコ・アルバム・チャート            | 4         |
| ニュージーランド・アルバム・チャート    | 8         |
| ポーランド・アルバム・チャート          | 8         |
| スペイン・アルバム・チャート            | 18        |
| 全英アルバムチャート                    | 1         |
| 全米 Billboard 200                      | 1         |

| 国/地域                    | 認定 | 認定/売上数 |
| -------------------------- | ---- | ----------- |
| オーストラリア (ARIA)      | Gold | 35,000^     |
| メキシコ (AMPROFON)        | Gold | 30,000^     |
| ^ 認定のみに基づく出荷枚数 |      |             |